# Dipodomys merriami
Dipodomys merriami — вид гризунів родини Heteromyidae. Назва виду вшановує Клінтона Харта Мерріама. Він зустрічається в зонах життя Верхньої та Нижньої Сонори на південному заході Сполучених Штатів, у Нижній Каліфорнії та на півночі Мексики.

## Морфологічні характеристики
Це один з найменших Dipodomys. Він досягає загальної довжини від 23 до 26 см з довжиною хвоста від 13 до 16 см і вагою від 38 до 47 грамів. Колір хутра на зверху зазвичай жовто-коричневий, але значно варіює залежно від підвиду. Низ, задня частина ніг, область над і позаду очей білі. З боків хвоста і на ногах є білі смуги. Помірно довгий тонкий хвіст закінчується темною китицею. На задніх лапах по чотири пальці.

## Спосіб життя
Тварини зазвичай риють свої прості нори на рівні поверхні біля коріння кущів. Для підтримки хорошого мікроклімату вхід на день засипають землею. Їх раціон складається в основному з насіння, наприклад просопіса або кактусів. Воду п’ють рідко; потреби в рідині можна задовольнити з води, отриманої метаболічно. D. merriami пересуваються двоногими за допомогою задніх лап і можуть стрибати на два-три метри. Стрибаючи назад і вбік, вони можуть втекти від хижаків, таких як сови або змії. У них хороший слух для звуків низької частоти, чому сприяє великий барабанний міхур і розтягнуте середнє вухо. Середня тривалість життя становить три з половиною роки.
При спаровуванні самка вибирає собі партнера з найближчого оточення. Ці самці більш сприйнятливі, ніж чужорідні особини; Репродуктивна фаза триває з лютого по липень, але може тривати і до листопада. При двох виводках на рік зазвичай народжується від двох до трьох (з діапазоном від одного до шести) дитинчат, які стають статевозрілими через два-три місяці.